# همنشین‌نمایان
همنشین‌نمایان (نام علمی: Axymyiidae) نام یک تیره از راسته مگس است.
مگس‌های این تیره ظاهری شبیه به مگس‌های هم‌نشین (Bibionidae) دارند.